# Gerardo Bianchi
Pour les articles homonymes, voir Bianchi.
Gerardo Bianchi est un cardinal italien né vers 1220/1225 à Gainage, dans la province de Parme et mort le 1er mars 1302 à Rome.

## Biographie
Gerardo Bianchi étudie à l'université de Parme. Il est chanoine à Parme, protonotaire apostolique ou auditeur des lettres apostoliques et est nommé auditeur litterarum contradictarum en 1276.
Bianchi est créé cardinal par le pape Nicolas III lors du consistoire du 12 mars 1278. Il est légat apostolique en France en 1278. Le cardinal Bianchi participe au conclave 1280-1281, lors duquel Martin IV est élu, ne participe pas au conclave de 1285 (élection d'Honoré IV) et participe au conclave de 1287-1288 (élection de Nicolas IV), de 1292-1294 (élection de Célestin V) et de 1294 (élection de Boniface VIII). En 1297 il est doyen du Collège des cardinaux et légat en Sicile en 1299-1301. Bianchi est le fondateur de l'abbaye de Valserana.